# Árpád (Schiff, 1916)
Die Árpád war ein mit einer Dampfmaschine betriebener Schaufelraddampfer, mit dem Lastkähne auf der Donau geschleppt wurden. Er wurde 1916 für die Königlich ungarische Fluss- und Seeschiffahrts Aktiengesellschaft (MFTR) gebaut, die seinerzeit der härteste Konkurrent der Ersten Donau-Dampfschiffahrts-Gesellschaft (DDSG) war.
Charakteristisch für das Schiff waren die beiden Schornsteine vor und hinter den Schaufelrädern. An den Radkästen war das Schiff 16,80 m breit.
Am 28. Juli 1944 lief der Dampfer in der Nähe der ungarischen Gemeinde Gönyű auf eine Mine und explodierte, dabei wurden drei Mitglieder der Besatzung getötet. 2003 wurde eine Seiltrommel des Dampfers geborgen, sie wird heute in der lokalen Ausstellung Leben am Ufer der Donau gezeigt. Ein ebenfalls geborgener Bootskran steht auf dem Friedhof von Gönyű als Erinnerung an die Tragödie.